# Annum
Ne pas confondre avec l'are, unité de superficie, de même symbole a
L'annum (« année » en latin), de symbole a, est une unité de mesure du temps non-SI, valant une année julienne, soit exactement 365,25 jours ou 31 557 600 secondes. Elle est utilisée dans diverses disciplines scientifiques comme la paléogénétique, des sciences de la Terre ou de l'Univers, ou la physique nucléaire, pour quantifier des durées d'échelles de temps respectivement phylogénétiques, géologiques, astronomiques ou des périodes de radioéléments. Elle est adaptée aux mesures de temps présentant des valeurs supérieures à l'année, pour lesquelles l'unité SI qu'est la seconde serait trop petite.

## Multiples
L'annum étant adapté aux temps longs, il est surtout utilisé dans trois de ses multiples :
- ka (kiloannum), le millier d'années ou millénaire ;
- Ma (mégaannum), le million d'années ;
- Ga (gigaannum), le milliard d'années.

Ces symboles sont internationaux et recommandés par la norme ISO 80000-3:20061 dans l'annexe des unités non-SI.

## Utilisation
L'annum (a) est relativement peu utilisé isolément. On le trouve dans des listes de périodes radioactives, assorti de ses préfixes, aux côtés du jour (d), de la minute (min) et de la seconde (s). Dans les pays anglophones, on trouve également les dérivés de ya (years ago).
Le kiloannum (ka) est assez peu utilisé aussi, on le trouve surtout pour l'énoncé d'âges inférieurs à 100 000 ans, tels que ceux obtenus par le carbone 14 (1 à 50 ka).
Le mégaannum (Ma) est adapté pour décrire l'évolution du vivant. Ainsi l'explosion cambrienne s’est produite entre −541 et −530 Ma, l’extinction des dinosaures non aviens il y a 66 Ma et l’émergence du genre Homo il y a environ 2,5 Ma. Les dates exprimées en millions d'années sont toujours orientées vers le passé, le point de départ étant « ce jour », un « aujourd’hui » qui n’a pas besoin d'être précis à quelques années ou centaines d’années près étant donné la faible précision des dates mesurées avec cette unité. On trouve aussi bien des dates en valeur absolue (comme 542 Ma) que des dates signées (comme −635 Ma) ; dans tous les cas, il s’agit de dates passées et non futures.
Le gigaannum (Ga) est adapté aux datations liées à l'histoire de la Terre (éons, ères et périodes géologiques), du Système solaire ou de l'Univers. Ainsi, la Terre s'est formée il y a un peu plus de 4,5 Ga (4,5 milliards d'années) et l'âge de l'Univers est estimé à 13,8 Ga. Le gigaannum s'applique aussi à la demi-vie de certains radioéléments : par exemple, 48,8 Ga pour le rubidium 87.
Les multiples supérieurs (téraannum, pétaannum, exaannum, etc.) ne sont pas encore utilisés, mais ils peuvent l'être pour exprimer la période radioactive de nucléides quasi stables, tels que le bismuth 209 (20,1 Ea, soit 2,01 × 1019 a).